# Hey! Hey! Hey! Music Champ

HEY! HEY! HEY! MUSIC CHAMP est une émission de variétés japonaise diffusée les lundis depuis 1994 sur Fuji Television, présentée par le duo comique Downtown (Hitoshi Matsumoto et de Masatoshi Hamada). C'est une émission très populaire avec des présentateurs comiques harcelant souvent leurs invités. Une émission se compose généralement de performances musicales d'artistes célèbres, d'interviews et d'autres jeux.
Beaucoup de chanteurs connus comme Koda Kumi, Ayumi Hamasaki, BoA, Utada Hikaru ou Namie Amuro ont chanté presque tout leur répertoire sur la scène de cette émission. Des artistes de J-rock comme Miyavi, X Japan, Nightmare, Gackt ou L'Arc-en-Ciel sont aussi passés dans cette émission pour chanter leurs chansons et jouer avec le duo Downtown.